# Tanytarsus bromelicola
Tanytarsus bromelicola är en tvåvingeart som beskrevs av Peter Scott Cranston 2007. Tanytarsus bromelicola ingår i släktet Tanytarsus och familjen fjädermyggor. Inga underarter finns listade i Catalogue of Life.